# Daniël Knuttel

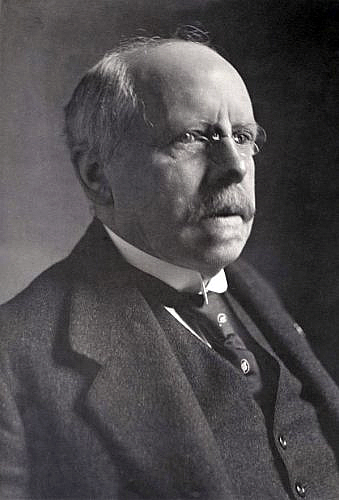
Dr. ir. Daniël Knuttel

Daniël Eduard Cornelis Knuttel (Maassluis, 12 maart 1857 – Den Haag, 19  november 1926) was een Nederlands architect. Van 1892 tot 1923 was hij rijksbouwmeester, een functie die destijds door meerdere personen werd vervuld.

## Biografische schets
Daniël Knuttel werd opgeleid aan de Polytechnische school te Delft. Hij werd beschouwd als een gedegen architect en manager. Knuttel ontwierp veel overheidsgebouwen, vooral rond de eeuwwisseling. Een tijdlang was hij gemeentearchitect van Leiden.
Knuttel werd in 1892 aangesteld als rijksbouwmeester met als taak het beheer over de Landsgebouwen Tweede District, waarmee hij rijksbouwmeester J.P.E. Hoeufft opvolgde. Twee van zijn assistenten als rijksbouwmeester werden eveneens bekende architecten, Marinus Jan Granpré Molière (een van de grondleggers van de Delftse School) en Gustav Cornelis Bremer (vanaf 1924 rijksbouwmeester).
Zijn zoon was de Deventer architect W.P.C. Knuttel, die daar het zogenoemde Knutteldorp bouwde.

### Grafisch ontwerper

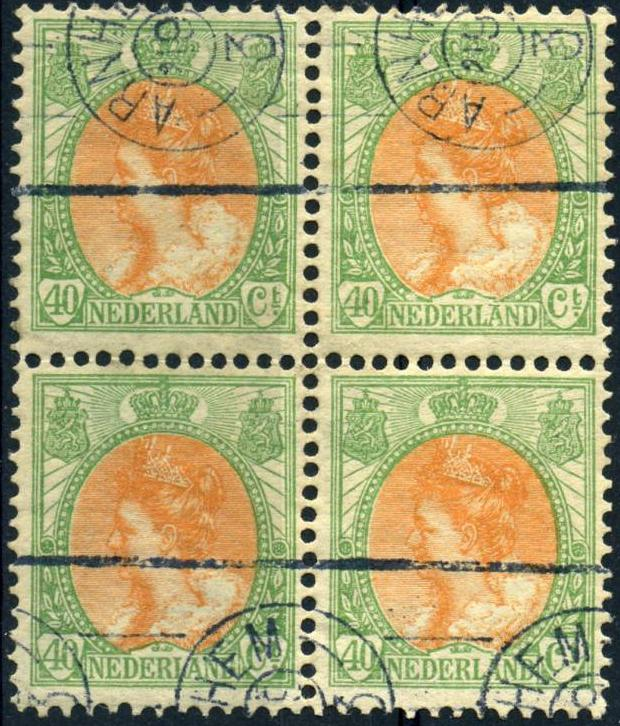
"Wilhelmina Bontkraag" (1899)

Naast architect was Knuttel ook grafisch ontwerper. Hij was de ontwerper van de omkadering van de postzegelserie Wilhelmina Bontkraag, uitgegeven vanaf 1899.

## Projecten
(De jaartallen geven het jaar van voltooiing/oplevering aan)
- 1891 Stadsgehoorzaal Leiden
- 1893 Gebouw gemeente-archief Leiden (thans Regionaal Archief Leiden)
- 1895 KNMI, De Bilt
- 1901 Gebouw Van Baerlestraat 27 voor de Rijkspostspaarbank te Amsterdam (per 2008 in gebruik bij Conservatorium Hotel, daarvoor Sweelinck Conservatorium)
- 1904 Restauratie grafelijke zalen van het Binnenhof, Den Haag
- 1905 Station Roosendaal
- 1906 Eerste hoofdkantoor van de Staatsmijnen, Heerlen, in de volksmond de "kas van Knuttel" (gesloopt omstreeks 1986)
- 1913 Ministerie van Economische Zaken, Den Haag
- 1914 Hoofdpostkantoor, Statenstraat/Keizer Karelplein, Maastricht (ontwerp van M.J. Granpré Molière o.l.v. Knuttel;[1] verbouwd door W. Arets; thans shortstay-appartementen)
- 1919 Kantoor Postcheque- en Girodienst, Den Haag (later Casema-hoofdkantoor, nu Ziggo-kantoor)

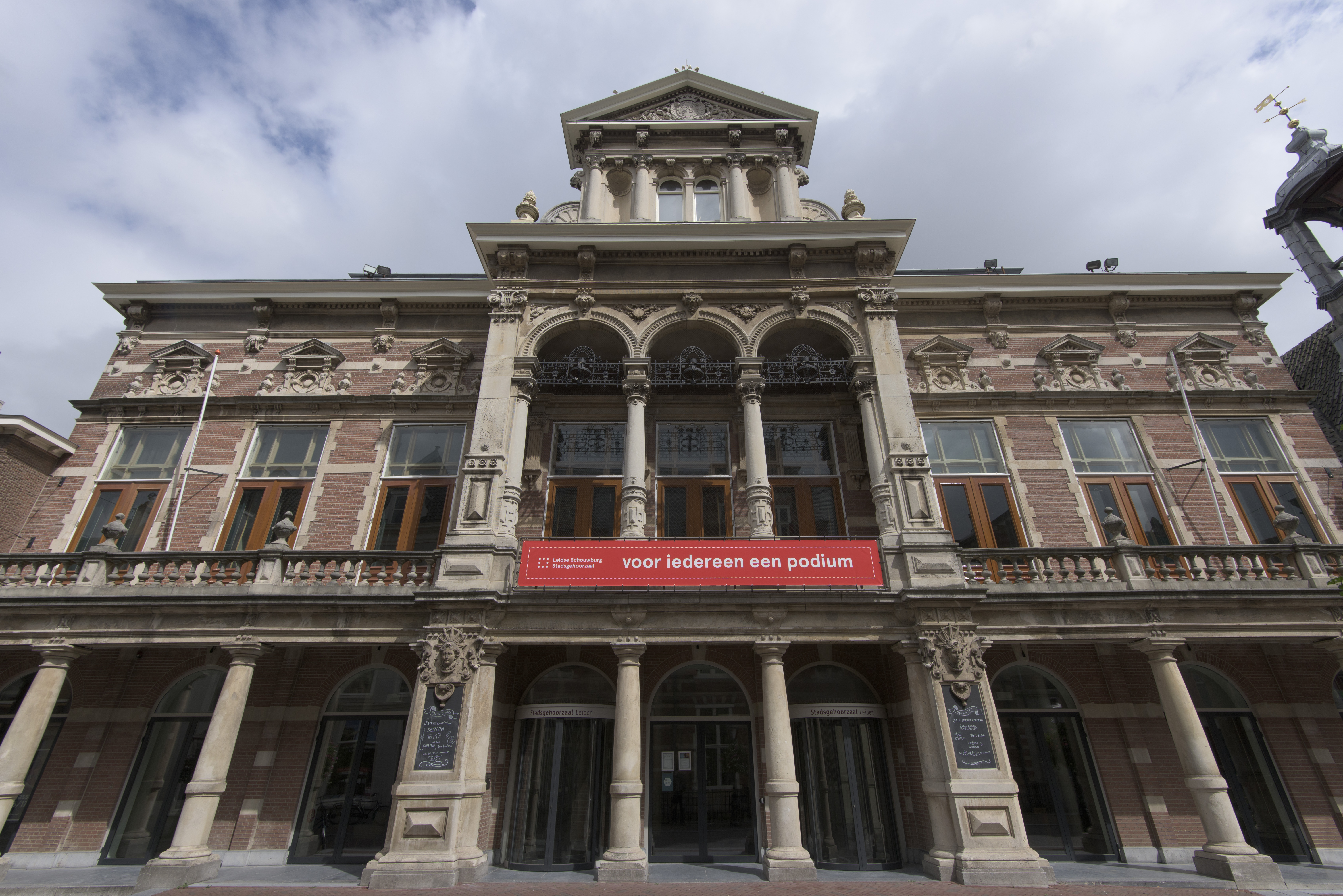
Stadsgehoorzaal Leiden, 1890-1891
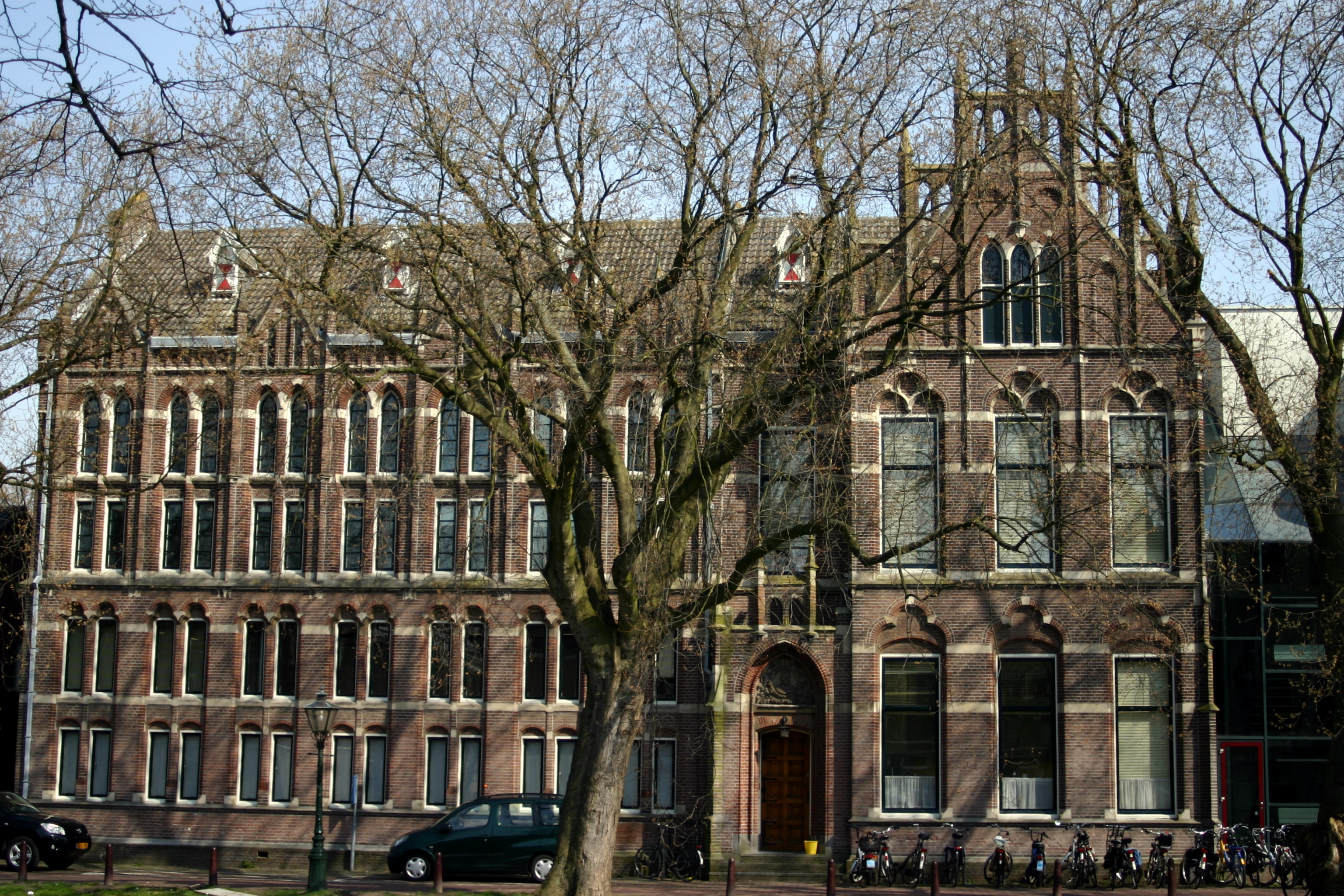
Archiefgebouw gemeente-archief Leiden, 1891-1893
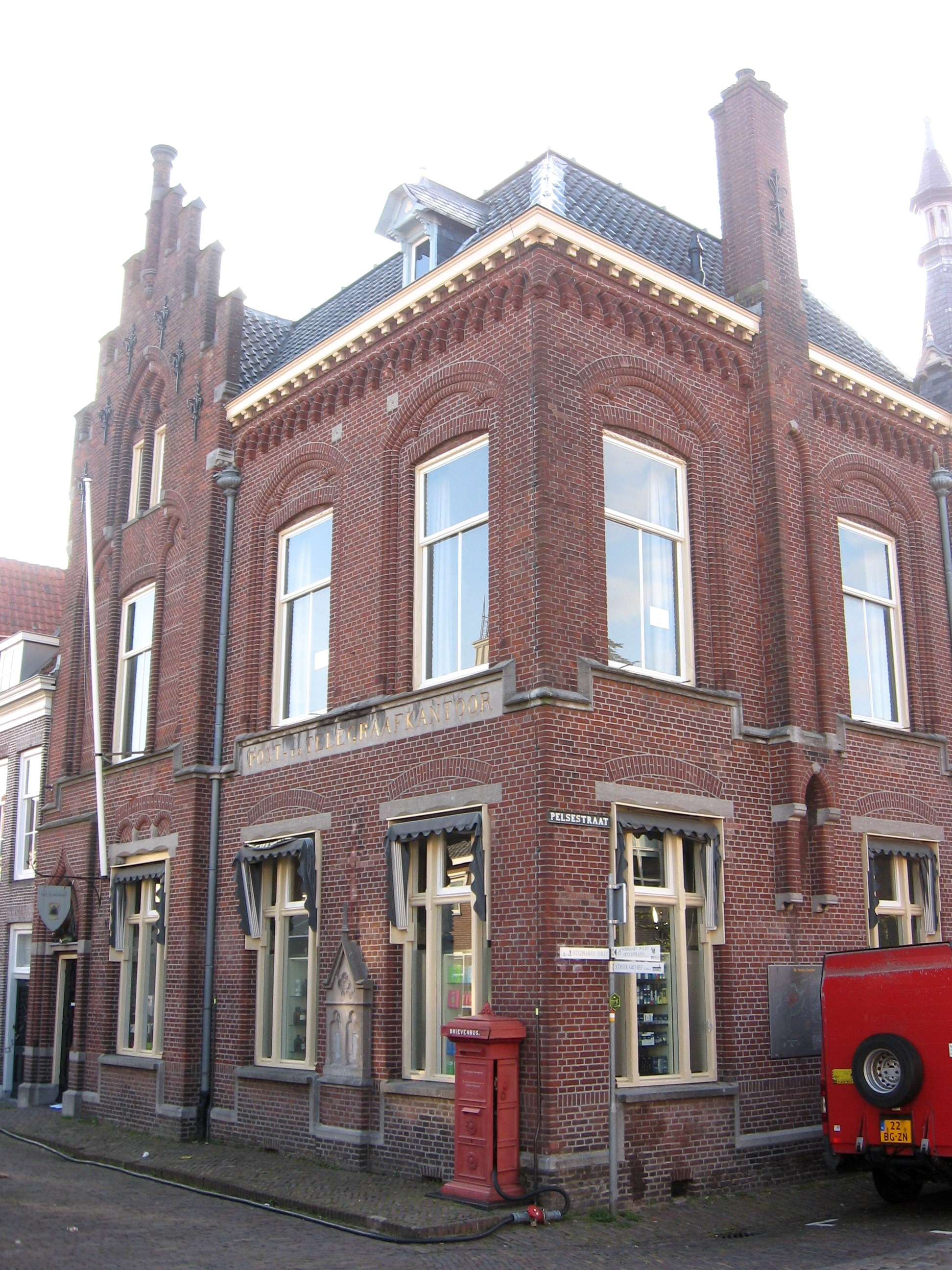
Voormalig postkantoor in Heusden, 1893
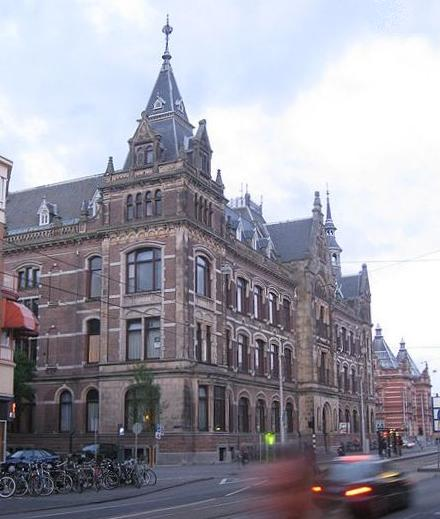
Rijkspostspaarbank, Amsterdam, 1899-1901
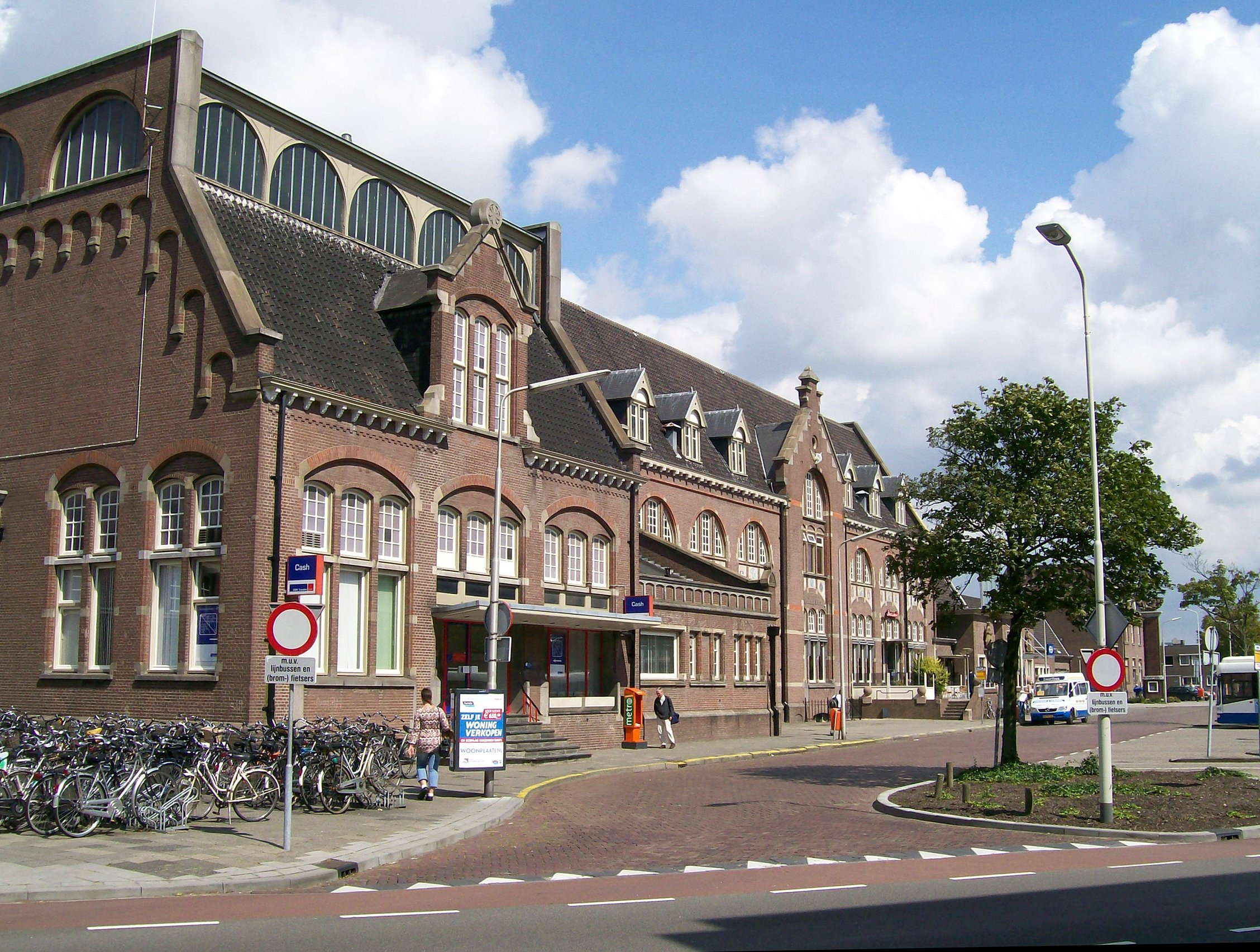
Station Roosendaal, 1905
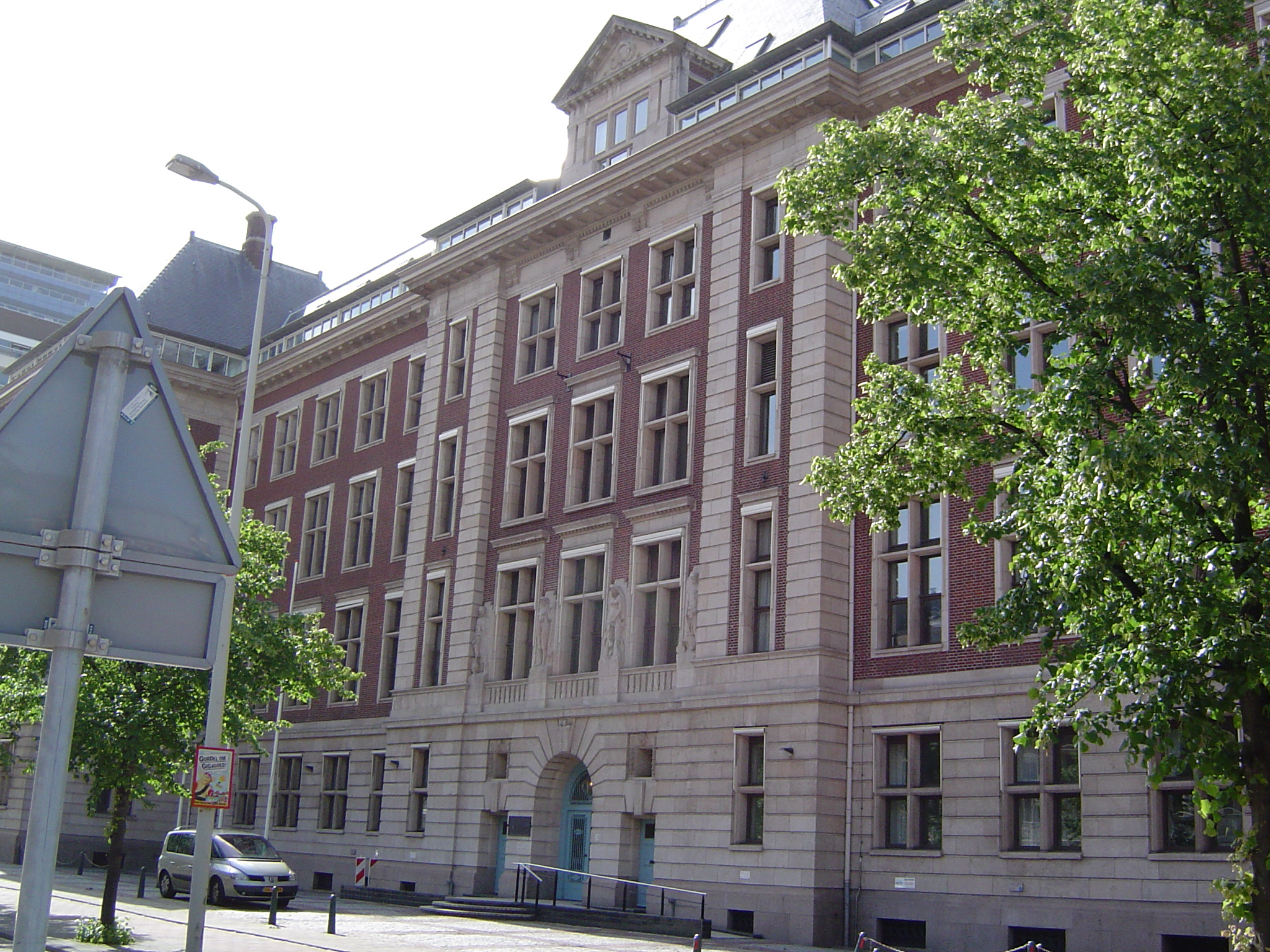
Ministerie van Economische Zaken, Den Haag, 1913
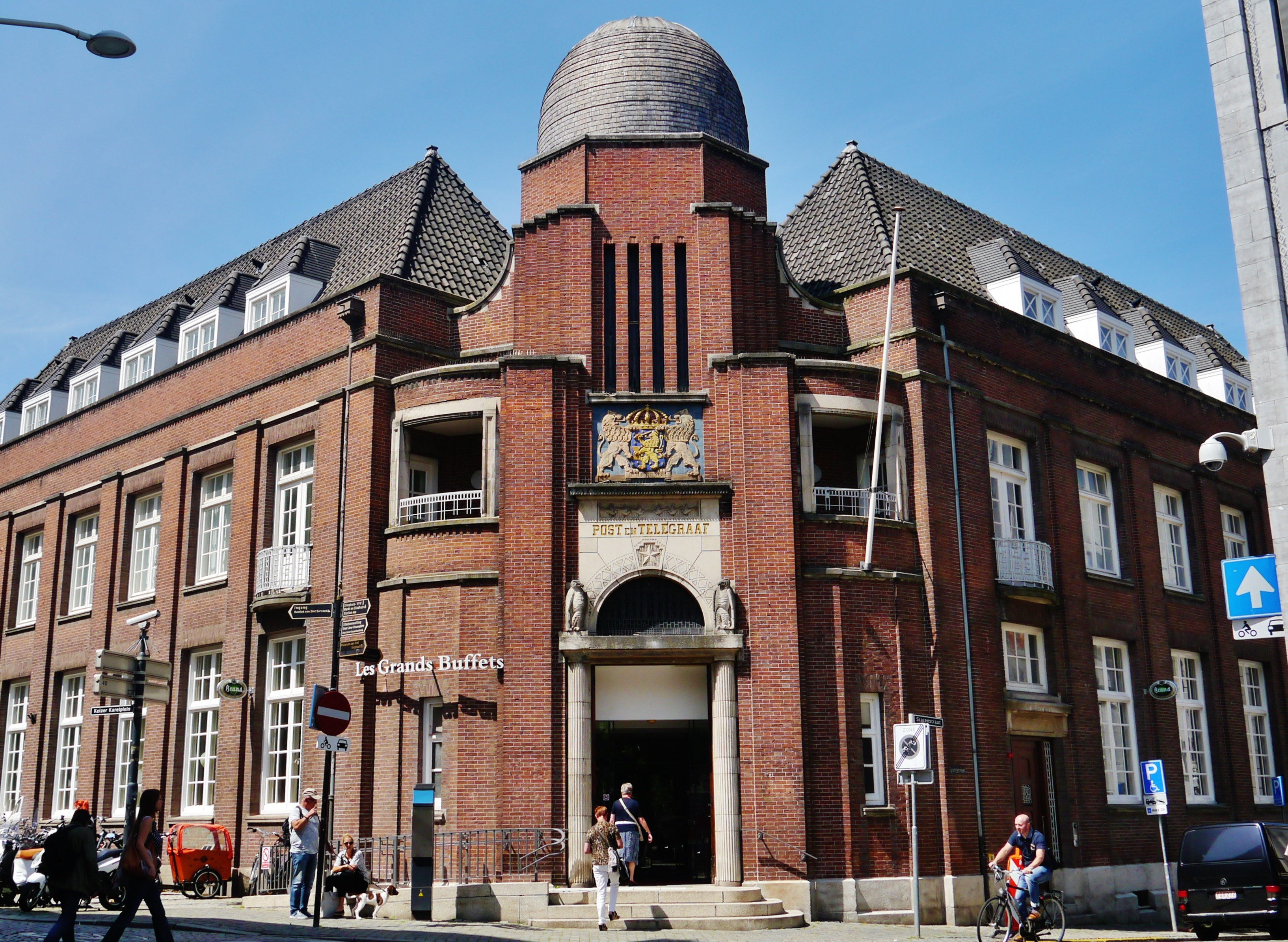
Hoofdpostkantoor, Maastricht, 1914
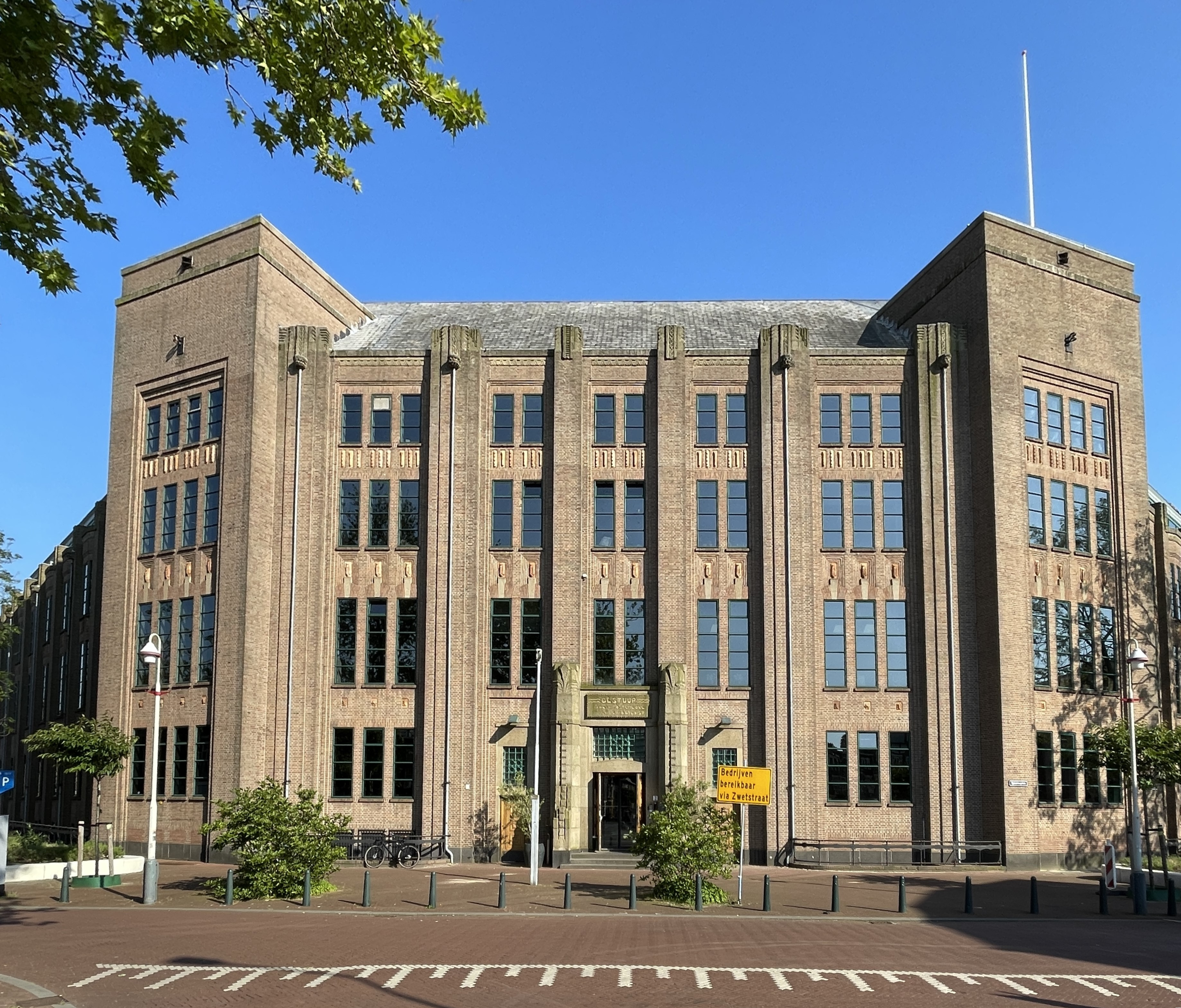
Kantoor Postcheque- en Girodienst, Den Haag, 1919